# Live at the Marquee (King Crimson)
Live at the Marquee è un album live dei King Crimson, pubblicato nell'ottobre 1998.
- Le tracce 1-7 sono state registrate al Marquee Club di Londra, il 6 luglio 1969.
- Le traccia 8 è registrata a Fairfield Halls, Londra, 17 ottobre 1969.

## Tracce
1. "21st Century Schizoid Man" (Robert Fripp, Michael Giles, Greg Lake, Ian McDonald, Peter Sinfield) 6:21
contiene:
  - "Mirrors"
2. "Drop In" (Fripp, Giles, Lake, McDonald) 5:42
3. "I Talk to the Wind" (McDonald, Sinfield) 5:17
4. "Epitaph" (Fripp, Giles, Lake, McDonald, Sinfield) 3:20
contiene:
  - "March for No Reason"
  - "Tomorrow and Tomorrow"
5. "Mantra" [not listed] (Fripp, Giles, Lake, McDonald) 7:33
6. "Travel Weary Capricorn" (Fripp, Giles, Lake, McDonald, Sinfield) 3:34
7. "Improv" (Fripp, Giles, Lake, McDonald, Sinfield) 12:28
contiene:
  - "Nola" (Felix Arndt)
  - "Étude No 7" (Matteo Carcassi)
8. "Mars: The Bringer of War" (Gustav Holst) 8:29
9. "Trees" (Fripp, Giles, Lake, McDonald, Sinfield) 18:41

## Formazione
- Robert Fripp - chitarra
- Greg Lake - basso, voce
- Ian McDonald - tastiera, mellotron, voce
- Michael Giles - batteria, percussioni, voce
- Peter Sinfield - illuminazione (ispirazione artistica)